# Polyphonic Poetry
Polyphonic Poetry je treći album beogradske grupe Činč. Album je sniman 2005. u studiju Fabrika, a objavljen je 2006. godine za izdavačku kuću Amorfon iz Tokija. Bonus pesme snimane su na televiziji Panonija iz Novog Sada.

## Izvođači na albumu
- Đorđe Ilić — akustična gitara, glas, bas
- Luka Stanisavljević — bas, glas, akustična i električna gitara, doboši, matrice
- Irena Vanić — glas
- Srđan Stojanović — violina, glas, drombulja.

Snimatelj: Nebojša Simeunović

## Spisak pesama
- 01.  (チンチ・プラグ)
- 02.  (マリレンクノーデル)
- 03.  (ささやき)
- 04.  (チャオ)
- 05.  (月)
- 06.  (五月)
- 07. Routines (日常生活)
- 08. Ballade des povres housseurs (煙突掃除人のバラード)
- 09.  (二点)
- 10.  (ガルガンチュア)
- 11.  (気晴らしの歌)
- 12.  (潜在野菜の悲しみ)

Bonus pesme:
- 13.  (やあ、パピチュ)
- 14.  (ダスティン)

## O albumu
Pošto je muziku benda trebalo približiti japanskoj publici, a kako su tekstovi njihovih pesama većinom na srpskom i često obiluju igrama reči koje je teško prevesti na neki drugi jezik, bend je odlučio da umesto svojih tekstova upotrebi reči nekih poznatih svetskih pesnika i da njihove pesme otpeva u originalu. Korišćeni su stihovi pesnika kao što su Fransoa Rable (François Rabelais, 1494—1553), Fransoa Vijon (Francois Villon, 1431 — posle 1463), Gete (Goethe, 1749—1832), Bodler (Baudelaire, 1821—1867) i dr. Pesme na albumu otpevane su većinom na engleskom (2,4,7,9,12) i francuskom (3,8,10). Po jedna pesma otpevana je na nemačkom (5), španskom (11), japanskom (3) i srpskom (13).

## Spoljašnje veze
- (2006) — Prezentacija na zvaničnom vebsajtu
- — Sajt izdavačke kuće